# Asselborn
Pour les articles homonymes, voir Jean Asselborn et Éric Asselborn.
Asselborn (luxembourgeois : Aasselbuer, patois local : Aasselburren) est une section de la commune luxembourgeoise de Wincrange située dans le canton de Clervaux.
Dans le centre se trouvent l'église et le cimetière, l'ancienne école, l'ancienne maison communale (devenue la salle des fêtes), le château d'eau et un terrain de jeux.
Il y a beaucoup de rues à Asselborn, mais qui ne portent pas encore de noms. Il y a encore de nombreuses exploitations et quelques artisans.

## Géographie
Asselborn se trouve sur une colline. Le point le plus élevé du village est situé à 479 mètres au-dessus du niveau de la mer. Il est entouré de beaucoup de champs et prairies, mais de très peu de forêts.

## Histoire
Le village d'Asselborn existe depuis le temps des Francs. Son nom n'est cependant attesté pour la première fois que dans une charte datant de 1479. L'histoire du village est étroitement liée à son rôle de carrefour, puisqu’il se trouve sur l'ancienne voie entre Anvers et Rome.
Quelques objets trouvés dans une ancienne tombe entre Asselborn et Troisvierges, datés à l’année 702, prouvent que déjà en ce temps-là la région était habitée. Pendant les années suivantes, le moulin d’Asselborn (aujourd'hui un hôtel-restaurant avec musée du moulin à eau et de la meunerie) jouait un rôle important dans l’histoire de la région. Si l’on en croit les récits des gens, un groupe de chevaliers de l’ordre du Temple aurait habité dans les forêts au nord du village dans une espèce de château. Au XVIe siècle, Asselborn acquérait une certaine notoriété : une station sur la route postale qui menait des Pays-Bas vers l’Allemagne et l’Autriche fut aménagée. Mais déjà vers l’an 1680, la ligne était abandonnée au profit d’autres routes.
Durant les années tumultueuses après la Révolution française, on peut compter de nombreuses petites révoltes de paysans. Le berger Michel Pint fut guillotiné à Luxembourg-Ville en 1799.
De 1883 à 1969, beaucoup de familles de la région gagnaient leur vie à l’ardoisière d’Emeschbach. Durant la Seconde Guerre mondiale, Asselborn et Rumlange furent presque complètement épargnés. En 1945, le moulin d’Asselborn cessait sa production d’huile et de farine.
Asselborn était une commune et regroupait plusieurs petits villages et hameaux : Asselborn, Biwisch, Boxhorn, Rumlange, Sassel, Stockem, Maulusmühle et Uschler. Le 20 juillet 1925, la section de Biwisch fut transférée à la commune de Troisvierges. En 1960 fut érigée une nouvelle maison communale, mais quelque vingt années plus tard, après la fusion avec trois autres communes pour former le 1er janvier 1978 la nouvelle commune de Wincrange, ainsi que le transfert de quelques hectares de la section d’Asselborn à la commune de Troisvierges à cette occasion, cette nouvelle maison perdait déjà toute son importance.

## Curiosités
- Le domaine du vieux moulin[5]
- L’ancien relais postal